# Wilhelm Törsleff
Oskar Ferald Wilhelm Törsleff (Estocolmo, 26 de novembro de 1906 — 18 de janeiro de 1998) foi um velejador sueco, medalhista olímpico. Ele competiu nos Jogos Olímpicos de Verão de 1928 na classe 8 Metre e conquistou a medalha de bronze na disputa realizada a bordo do Sylvia com Clarence Hammar, Tore Holm, Carl Sandblom, John Sandblom e Philip Sandblom.